# Sergey Fomin
Sergey Vladimirovich Fomin (em russo:  Сергей Владимирович Фомин; São Petersburgo, Rússia, 16 de fevereiro de 1958) é um matemático russo-estadunidense.

## Biografia
Fomin obteve um mestrado em 1979 e um doutorado em 1982 na Universidade Estatal de São Petersburgo, orientado por Anatoly Vershik e Leonid Osipov. Antes de ser apontado para a Universidade de Michigan, ocupou cargos no Instituto de Tecnologia de Massachusetts (MIT) de 1992 a 2000, no St. Petersburg Institute for Informatics and Automation of the Russian Academy of Sciences e na Saint Petersburg Electrotechnical University. Como membro da equipe soviética na Olimpíada Internacional de Matemática em 1974 Fomin ganhou a medalha de prata.

## Pesquisa
As contribuições de Fomin incluem
- Discoberta (com Andrei Zelevinsky) da álgebra cluster
- Trabalho (juntamente com Arkady Berenstein e Andrei Zelevinsky) sobre positividade total
- Trabalho (com Andrei Zelevinsky) sobre o fenômeno de Laurent, incluindo suas aplicações para sequências de Somos

## Prêmios e honrarias
- Prêmio Leroy P. Steele 2018)[3].
- palestrante convidado do Congresso Internacional de Matemáticos (Hyderabad, 2010)[4].
- Robert M. Thrall Collegiate Professor of Mathematics da Universidade de Michigan.
- Fellow (2012) da American Mathematical Society[5].

## Publicações selecionadas
- Fomin, S.; Zelevinsky, A. (2003). «Y-systems and generalized associahedra». Annals of Mathematics. 158: 977–1018. arXiv:math/0505518. doi:10.4007/annals.2003.158.977
- Fomin, S.; Zelevinsky, A. (2003). «Cluster algebras II: Finite type classification». Inventiones Mathematicae. 154: 63–121. Bibcode:2003InMat.154...63F. arXiv:math/0208229. doi:10.1007/s00222-003-0302-y
- Fomin, S.; Zelevinsky, A. (2002). «Cluster algebras I: Foundations». Journal of the AMS. 15: 497–529
- Fomin, S.; Gelfand, S.; Postnikov, A. (1997). «Quantum Schubert Polynomials classification». Journal of the AMS. 10: 565–596